# Moran (gruppo musicale)
I Moran (Moran?) sono una band visual kei giapponese fondata il 29 marzo 2008.

## Concept
Il nome della band deriva di quello di Mårran (pronuncia Mórran per via della Å), una creatura fredda e spettrale presente nella serie di romanzi e libri illustrati per bambini Mumin di Tove Jansson; "Mårran" è traslitterato in giapponese come "Moran" (モラン?) e da qui il nome della band.
I Moran si ispirano ai libri della Jansson nell'immaginare un mondo musicale freddo dove a una musica eterogenea e variabile dall'hard rock al pop punk si abbinano testi oscuri o ipnotici, al fine di creare canzoni che siano identificabili con un preciso "colore" musicale. I lavori dei Moran sono considerabili come Gesamtkunstwerk (opere di arte totale), poiché ogni elemento costitutivo viene curato in prima persona dai componenti della band, in particolare dal direttore artistico Hitomi, al fine di creare lavori particolarmente omogenei non solo sotto l'aspetto musicale, ma anche editoriale, visivo, filmico, scenografico eccetera.

## Storia del gruppo
I Moran cominciano a prendere forma nel dicembre del 2007 dalla decisione di Hitomi e Soan, già stati insieme due dei componenti del gruppo musicale Fatima, di rimettersi a fare musica insieme. Radunati gli altri due musicisti Velo e Zill, rispettivamente per i ruoli di chitarrista e bassista, l'attività della band inizia nel 2008 con un immediato riscontro di pubblico che già conosceva i musicisti per via dei loro precedenti progetti. L'attività prosegue fruttuosamente con la pubblicazione di quattro singoli e numerose esibizioni live su tutto il territorio nazionale, raggiungendo un successo tale da varcare i confini del Giappone e consentire ai Moran di pubblicare nel 2009, dopo solo poco più di un anno dalla loro formazione, un album in Giappone, Heroine, ed una compilation in Europa dal titolo Replay e che contiene i loro quattro singoli pubblicati in patria.
Nella seconda parte del 2009 la band rallenta l'attività a causa di cronici problemi di salute del bassista Zill, che viene sostituito nei live da membri di supporto come Haku dei BABYLON o Shingo dei Sugar. L'attività riprende regolarmente con Zill dalla data di Ōsaka del tour Escort to the Deepest, ma alla conclusione dello stesso nella data a Tōkyō del 5 settembre il chitarrista Velo annuncia la sua decisione di lasciare la band. I Moran vengono a trovarsi ulteriormente in crisi l'anno successivo per la ricaduta di salute e conseguente morte del bassista Zill il 23 luglio 2010, che lascia la band coi soli cantante e batterista e sull'orlo dello scioglimento. Nel memorial live per Zill del successivo 14 settembre, la band annuncia però ai suoi fan la ferma decisione di proseguire l'attività grazie all'annessione come un nuovo componente fisso del chitarrista Sizna, ex membro degli Sugar (nel frattempo scioltisi), e senza cambiare nome in Freeze (come si era ipoteticamente proposto per segnare la netta divisione fra il periodo pre o post morte di Zill). I Moran inizieranno ufficialmente la seconda parte della loro carriera il 24 dicembre 2010 con il concerto intitolato Awake dal Takadanobaba AREA, sala da concerto di Tōkyō famosa per essere uno dei luoghi cult del visual kei, dove annunciano l'uscita per il successivo marzo di Apples, un album contenente le ultime canzoni lasciate da Zill.
Fra il 2011 e il 2012 i Moran pubblicano tre singoli (di cui due collegati fra loro) e affrontano diversi tour nazionali uno consecutivo all'altro che variano per titolo, tema portante e scaletta. Nel concerto conclusivo del tour The M·A·D actors, intitolato Perfect M·A·D actors e svoltosi il 9 giugno 2012 alla live house Shibuya WWW, la band annuncia un nuovo singolo per settembre e presenta al pubblico i due nuovi componenti fissi vivi e Ivy rispettivamente come secondo chitarrista e bassista: il primo ha militato in band vicine all'oshare kei come i DragonWAPPPPPPER, il secondo proviene da esperienze più dark come i Dio - distraught overlord; per presentare degnamente i nuovi membri ai fan, i Moran organizzano due concerti il 9 e il 10 luglio successivi, rispettivamente dedicati singolarmente a vivi e Ivy.

## Fatima
I Moran si sono formati dalle ceneri dei Fatima, band visual kei in attività fra il 1998 ed il 2005: due dei quattro componenti originali dei Moran sono infatti l'ex cantante e l'ex batterista dei Fatima.

### Concept e stile
Come la maggior parte delle band visual, anche i Fatima muovevano il loro percorso artistico da un concept di base: ese rock (似非ロック?) vuol dire letteralmente "non-rock", "pseudo-rock" o "rock distorto", ma la negazione più ancora che riferirsi al genere musicale cerca di inquadrare l'atteggiamento e il carattere emotivo della musica suonata. La maggior parte dei testi dei Fatima si riferisce a storie d'amore malato o contorto se non addirittura perverso nel suo svolgimento o nelle conseguenze a cui porta; a livello musicale la "distorsione del rock" avviene commistionandolo con altri generi come il jazz, il blues e molti altri arrivando talvolta a giocosi risultati rockabilly e talvolta a oscuri esiti metal. I modi con cui la musica dei Fatima si esprime, assolutamente peculiari nell'ambito dei visual kei, sono riconducibili al leader Hitomi, che proseguirà nei Moran il discorso musicale qui interrotto.

### Storia del gruppo
La formazione dei Fatima risale all'aprile del 1998 con il cantante Hitomi, il chitarrista Mizuha, il bassista Lay e il batterista Daisuke; già il 19 giugno successivo si esibiscono nel loro primo concerto all'Ikebukuro CYBER ed entro la fine dell'anno pubblicano il loro primo singolo Downer. I primi anni servono al gruppo per crescere artisticamente e farsi conoscere, cosicché fino alla fine del 2001 non pubblicano più nulla e si esibiscono in numerosi concerti sia solisti sia in collaborazione con altre band durante i quali avvengono cambiamenti nella line-up: il primo batterista Daisuke (successivamente cantante dei Kagerō e the studs) lascia nel 1999, nel 2000 si uniscono il chitarrista Zen e il batterista Nao (attualmente negli Alice Nine), nel 2001 se ne va Zen e a sostituirlo arriva 4ge, e infine nel 2002 Nao lascia il posto a Towa completando così la formazione definitiva.
Nel dicembre del 2001 i Fatima iniziano la seconda parte della carriera: la loro poetica e lo stile visivo si sono definiti meglio e il cantante Hitomi sottolinea il passaggio cambiando nome d'arte in Sanaka; il 22 dicembre 2001 suonano al loro primo one-man live Slut Surge Babylon al Rokumeikan di Meguro, pochi giorni dopo la pubblicazione del loro secondo singolo SSB, primo di una serie di tre uscite concettualmente collegate fra loro e seguito da M:I-44 e Noble King Snake, che diventerà il nome della loro propria etichetta di produzione musicale. A partire dal 2002 l'attività dei Fatima si fa frenetica: partecipano agli eventi della rivista mensile di riferimento KERA, compaiono sulle principali compilation di settore, pubblicano degli split, ristampano i loro singoli a grande richiesta e soprattutto suonano spessissimo al Takadanobaba AREA, una piccola live house di proprietà della SPEED-DISK Records che nel frattempo era diventata il tempio del visual kei per aver ospitato (e ospitare tuttora) una enorme quantità di band sia emergenti sia affermate, e specialmente quelle della corrente kote kote legate alla figura del produttore KISAKI.
Il primo gennaio del 2005 il cantante Sanaka cambia nuovamente nome in Kanoma: è il segno di un cambiamento netto che il gruppo annuncerà ai fan nel concerto del successivo 30 marzo Beautiful Freaks #10 al LIQUIDROOM di Ebisu, ovvero un tour nazionale intitolato to Exit che si concluderà con lo scioglimento dei Fatima, avvenuto il 28 giugno in occasione di un grande concerto di commiato tenutosi presso la sala O-EAST di Shibuya.

### Discografia

#### Album
- 27/04/2005 - Exit (Exit?)

1. Sakura meiro (サクラメイロ?)
2. Kesenai ame (消せない雨?)
3. Drea Mers (ドリー・マーズ?)
4. peanut (peanut?)
5. Tsumugi ito (紬糸?)
6. Ajisai (紫陽花?)
7. Fortune (Fortune?)

#### Raccolte

##### Compilation
- 12/12/2001 - Yōgenkyō -mirrors of new generation- (妖幻鏡-mirrors of new generation-?)

1. Anachronism (Anachronism?)

- 21/10/2002 - Shock Edge 2002 (Shock Edge 2002?); compilation annuale di artisti visual, i Fatima compaiono sul secondo CD[11]

1. Shōjo to closet (少女とクローゼット?)

- 12/12/2001 - SHOCK JAM CD Edition.3 (SHOCK JAM CD Edition.3?); compilation aperiodica di artisti visual

1. peanut (peanut?)

##### Split
- 05/05/2003 - Collabodisk (コラボディスク?); split album con i Vanilla pubblicato in due edizioni con copertine e picture disc diversi

1. Vanilla - Mr.Imbalance-44 (Mr.Imbalance-44?); cover dei Fatima
2. Fatima&Vanilla - BLANC×NOIR (BLANC×NOIR?); brano originale
3. Fatima - Carnival (カーニバル?); cover dei Vanilla

#### Singoli
- 09/12/1998 - Downer (Downer?)

1. Downer (Downer?)
2. Love Me (Love Me?)

- 09/12/2001 - SSB (SSB?)
  - 05/04/2003 - SSB; seconda edizione

1. Star Spangled Butterfly (Star Spangled Butterfly?)
2. Sticky flower (Sticky flower?)
3. Blue velvet (Blue velvet?)

- 05/04/2002 - M:I-44 (M:I-44?)
  - 05/04/2003 - M:I-44; seconda edizione

1. Mr.Imbalance-44 (Mr.Imbalance-44?)
2. Humiliate me more,Darlin' (Humiliate me more,Darlin'?)
3. Shōjo to closet (少女とクローゼット?)

- 08/03/2003 - NOBLE KING SNAKE (NOBLE KING SNAKE?)
  - 05/04/2003 - NOBLE KING SNAKE; seconda edizione

1. Noble King Snake (Noble King Snake?)
2. Public eyes (Public eyes?)
3. Akai bara no soup (赤い薔薇のスープ?)

- 14/03/2004 - Shizumu taion (静む体温?)
  - 02/06/2004 - Shizumu taion; seconda edizione

1. Sticky flower (静む体温?)
2. Candy Strippers (Candy Strippers?)
3. Kentsuburi (堅瞑り?)
4. Tokyo'77 (Tokyo'77?); brano presente solo nella seconda edizione

- 08/12/2004 - Kesenai ame/Muchi na inochi e (消せない雨 / 無知な命へ?)

1. Kesenai ame (消せない雨?)
2. Muchi na inochi e (無知な命へ?)

#### Video
- 21/12/2005 - to Exit Grand finale (to Exit Grand finale?); live dell'ultimo concerto dei Fatima

## Formazione
- Hitomi (Hitomi?), 30/03/?, sangue di gruppo A - voce
- Sizna (Sizna?), 20/08/?, sangue di gruppo 0 - chitarra (dal 20/08/2010[12])
- vivi (vivi?), 29/03/?, sangue di gruppo A - chitarra (dal 09/06/2012[13])
- Ivy (Ivy?), 05/07/?, sangue di gruppo A - basso (dal 09/06/2012[13])
- Soan (Soan?), 01/06/?, sangue di gruppo B - batteria, pianoforte

### Ex componenti
- Velo (Velo?), 23/01/?, sangue di gruppo A - chitarra (fino al 02/12/2009)
- Zill (Zill?), 14/04/?~23/07/2010[14], sangue di gruppo? - basso

### Musicisti di supporto
- Haku (珀?) - basso nel periodo 05~12/07/2009[15]
- Shingo (真悟?), 26/12/?, sangue di gruppo 0 - basso nel periodo 18/07~21/08/2009 e poi 14/10/2010[16]~25/06/2012[15]

### Cronologia
Durante la loro carriera i componenti dei Moran hanno cambiato nome d'arte più volte: se diversi da quelli usati nei Moran, questi altri nomi sono indicati in piccolo dopo ogni gruppo musicale.
- Hitomi: MALICE MIZER (roadie) → Alicia → Le'cheri → Fatima (Hitomi→Sanaka→Kanoma) → GHOST MOUSE CLUB (session band) (Kanoma) → Moran
- Sizna: GARNET[17] → Sugar → Moran
- vivi: TricKcandy (supporto) → Rey la EstRellA → ◯narudo (supporto) (Kasumi[18]) → Lemon☆Squash → DragonWAPPPPPPER (vivi☆) → Moran
- Ivy: Grevious → Poporo (Aimi[19]) → Dio - distraught overlord → remming (Tomoa[20]) → Moran
- Soan: Lure+Selene (Towa) → RusH (Towa) → Fatima (Towa) → Ayabie (supporto) (Towa) → Moran
  - Velo: Silhouette (Takumi[21]) → Haikara (Takumi[21]) → GHOST MOUSE CLUB (Takumi) → Moran → DIMMDIVISION. (takumi)
  - Zill: Shedde (Minami[22]) → Cynical biscuit (Minami[22]) → Mei (Saburō[23]) → Gift (Saburō[23]) → KuRt (Saburō[23]) → Moran → deceduto
  - Haku: VAL+IX+LIA (Hiro[24]) → Nero (Hiro[24]) → BABYLON → Moran (supporto) → Blu-BiLLioN
  - Shingo: Sugar → Moran (supporto) → GOTCHAROCKA

## Discografia
Eventuali note sono indicate dopo il punto e virgola ";".

### Album

#### Album originali
- 20/02/2013 - jen:ga

#### Mini-album
- 22/07/2009 - Heroine
- 23/03/2011 - Apples
- 19/03/2014 - dark

### Raccolte
- 03/07/2009 - Replay; compilation per il mercato europeo

### Singoli
- 25/06/2008 - Element
- 23/07/2008 - Mokka no nukarumi
- 12/11/2008 - Kimi no ita gosenfu
- 18/03/2009 - Helpless
- 20/07/2011 - Tricolore; tripla a-side
- 11/01/2012 - L'Oiseau bleu; primo di una serie di due singoli[25]
- 08/02/2012 - Snowing; secondo di una serie di due singoli
- 12/09/2012 - Eclipse
- 10/07/2013 - Hollow Man
- 11/12/2013 - Mōsō nikki; cover dei SID
- 16/07/2014 - but Beautiful (but Beautiful?)

1. but Beautiful (but Beautiful?) (Hitomi - Sizna)
2. Byōma (秒魔?) (Hitomi - vivi)
3. Break the silence (Break the silence?) (Hitomi - Soan)

- 08/10/2014 - Daraku e to tsuzuku hen'ai no kanshoku (堕落へと続く偏愛の感触?)

1. Daraku e to tsuzuku hen'ai no kanshoku (堕落へと続く偏愛の感触?) (Hitomi - Soan)
2. Memorable (Memorable?) (Hitomi - Soan)
3. Grotesque Light (グロテスク ライド?) (Hitomi - Sizna)

- 01/07/2015 - Yoake wo mae ni (夜明けを前に?)[26]

1. Kōfuku ni tsuite no shakudo (幸福についての尺度?) (Hitomi - Soan)
2. Reverse (Reverse?) (Hitomi - Sizna)
3. Yoake wo mae ni (夜明けを前に?) (Hitomi - Soan)
4. the scent of dreams (the scent of dreams?) (Moran)

### Compilation
- 15/10/2008 - SUPER COMPILATION CD Shock Edge 2008 (SUPER COMPILATION CD Shock Edge 2008?); compilation annuale di artisti visual kei emergenti

1. Hameln (ハーメルン?)

- 23/11/2011 - CRUSH!2 -90's V-Rock best hit cover songs- (CRUSH!2 -90's V-Rock best hit cover songs-?); raccolta di cover di artisti visual kei anni novanta

1. ILLUMINATI (ILLUMINATI?); cover dei MALICE MIZER

### Video
- 23/04/2014 - The Romantic Movement ~Dare ga tame ni mo yami wa naku~ (The Romantic Movement～誰が為にも闇は鳴く～?); live tenutosi il 18 gennaio 2014 presso l'Akasaka BLITZ